# 松尾兵部少輔
松尾兵部少輔（まつお ひょうぶのしょう）は、戦国時代の越前国の武士。松尾兵部丞、朝倉兵部少将とも。

## 出自
朝倉氏の一族で、朝倉広景の三男・松尾宗景の末裔。宗景は越前国足羽郡木田庄松尾に住んだことで松尾氏を名乗り、朝倉高景と争い殺されたとされる。

## 概要
『言継卿記』によると、越前国の島田（河口荘関郷島田村、現在の福井県坂井郡坂井町）に居住していた。
永禄3年（1560年）から同5年（1562年）の間に山科言継の娘である阿茶と結婚している。永禄6年（1563年）8月には2人の間に第1子が誕生している。この際、阿茶は自身が31歳であり、（当時としては）高齢出産であったことを憂いている。また、同8年7月には第2子が生まれている。
天正元年（1573年）から同3年（1575年）にかけての織田信長による越前国攻略の際には、詳細は不明であるものの、生き延びて加賀国江沼郡の松山城に居城し、柴田勝家の配下となっている。

## 子供
『言経卿記』には、兵部少輔の子供に関する記述が残されている。
娘の石は文禄2年（1594年）閏9月12日に山科言経や武井夕庵に書状を送っている。また、言経も文禄3年（1595年）8月18日に兵部少輔の子供たちやその母（阿茶、言経の異母姉）に書状を送っている。大阪の杉山与右衛門尉と結婚している。
松尾勝吉郎は、越中国射水郡守山に住んでいたとされ、言経が勅勘を被り摂津国の中島に滞在していた頃（文禄年間、1593年〜1596年）に言経のもとに尋ね来て、大村由己を通して豊臣秀吉に仕えることを望んだという。
松尾彦三郎は、天正16年には越中孫四郎（前田利長）に仕え、文禄3年（1595年）7月21日に「奥州南部主馬」に仕えたことを報告している。

## 系譜
- 父：不詳
- 母：不詳
- 前妻：不詳
  - 女子：タツ（天文22年（1554年）生まれ）
  - 女子：石（永禄2年（1559年）生まれ）
- 後妻：山科言継娘・阿茶（享禄5年（1532年）生まれ）
  - 男子：松尾源吉郎（永禄6年（1563年）8月生まれ）
  - 男子：松尾勝吉郎（永禄8年（1565年）7月生まれ）
  - 男子：松尾彦三郎
  - 男子：松尾平吉郎